# Hanspeter Bellingrodt
Hanspeter Bellingrodt (Barranquilla, 25 de abril de 1943-Barranquilla, 10 de marzo de 2024) fue un tirador deportivo colombiano de ascendencia alemana especialista en rifle. Era hermano de los también tiradores deportivos Horst y Helmut Bellingrodt.

## Carrera
Tuvo dos apariciones en los Juegos Olímpicos, la primera de ellas fue en Múnich 1972 en 50 metros con rifle donde terminó en el lugar 15 entre 30 tiradores, prueba en la cual su hermano Helmut ganó la medalla de plata, la primera medalla olímpica en la historia de Colombia. Cuatro años después tuvo su segunda aparición olímpica en Montreal 1976 en el mismo evento, donde terminó en el lugar 13 entre 27 tiradores.
A nivel de campeonato mundial logró ganar la medalla de bronce en el Campeonato Mundial de Tiro de 1978 celebrado en Seúl, Corea del Sur en la prueba de rifle de 50 metros por equipo.